# Lasioglossum bluethgeni
Lasioglossum bluethgeni is een vliesvleugelig insect uit de familie Halictidae. De wetenschappelijke naam van de soort is voor het eerst geldig gepubliceerd in 1971 door Ebmer.